# Ґедзеїд
Ґедзеїд (Buphagus) — рід горобцеподібних птахів монотипової родини ґедзеїдових (Buphagidae). Містить 2 види.

## Таксономія
Традиційно ґедзеїдів розглядали як представників підродини Buphaginae родини шпакових (Sturnidae). Однак, згідно з результатами генетичних порівняльних досліджень, вони тепер розглядаються як представники окремої родини ґедзеїдових (Buphagidae), оскільки вони не мають родинних зв'язків зі шпаками.

## Поширення
Ґедзеїди поширені у саванах Субсахарської Африки. Досить поширені у місцях масового скупчення великих травоїдних ссавців (носорогів, буйволів, жирафів, зебр, гіпопотамів, антилоп, домашньої худоби).

## Опис
Невеликий птах міцної тілобудови, до 20 см завдовжки. Оперення темно-коричневого забарвлення. Обидва види відрізняються забарвленням дзьоба — жовтим або червоним.

## Спосіб життя
Ґедзеїди живуть невеликими групами. Живляться комахами та їхніми личинками. У ґедзеїдів відомий симбіотичний зв'язок з великими ссавцями. Птахи очищають шкіру ссавців від паразитів, полюють на набридливих комах. Також птахи сповіщають про небезпеку.

## Види
- Ґедзеїд жовтодзьобий (Buphagus africanus)
- Ґедзеїд червонодзьобий (Buphagus erythrorhynchus)

## Галерея

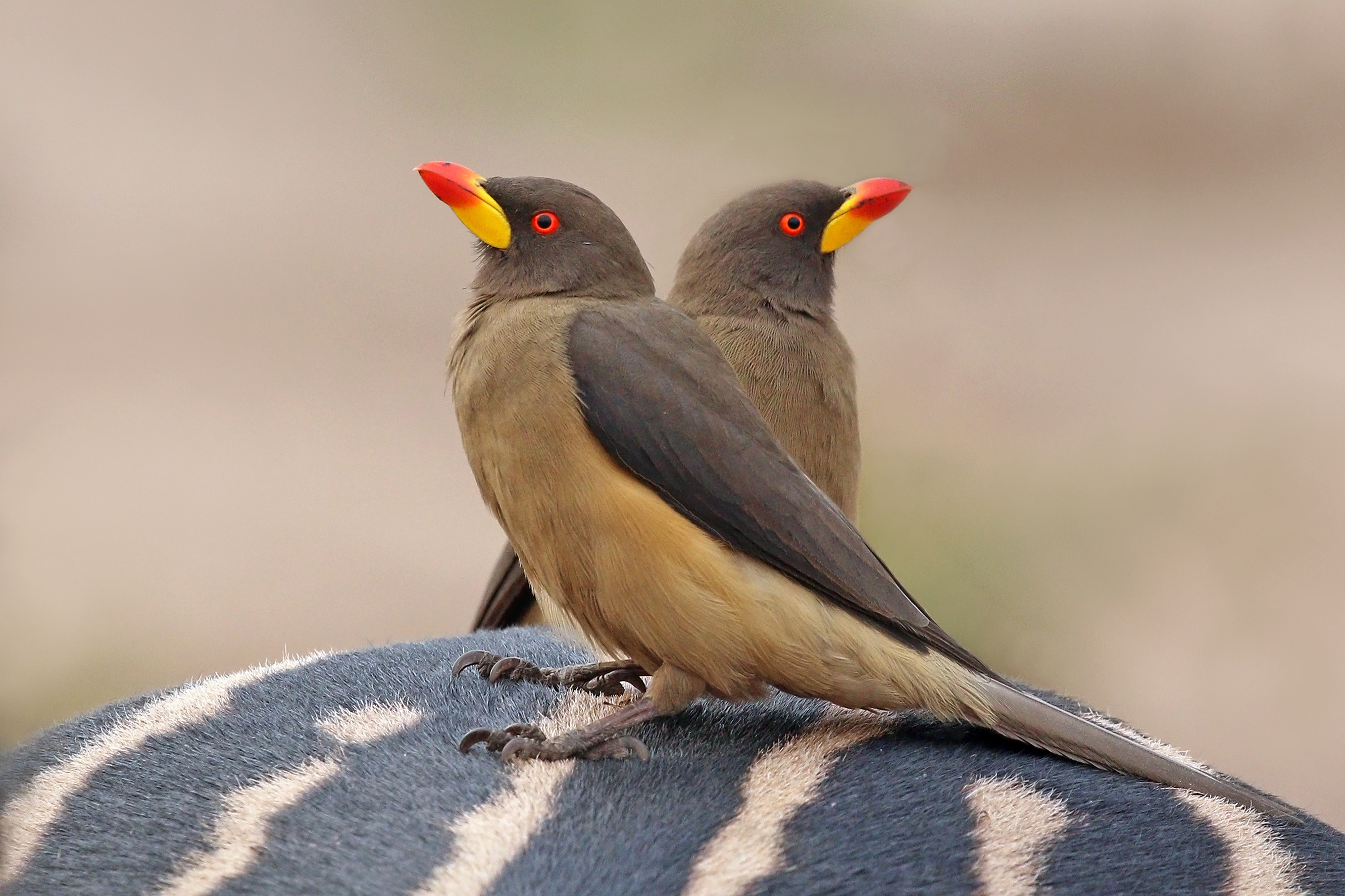
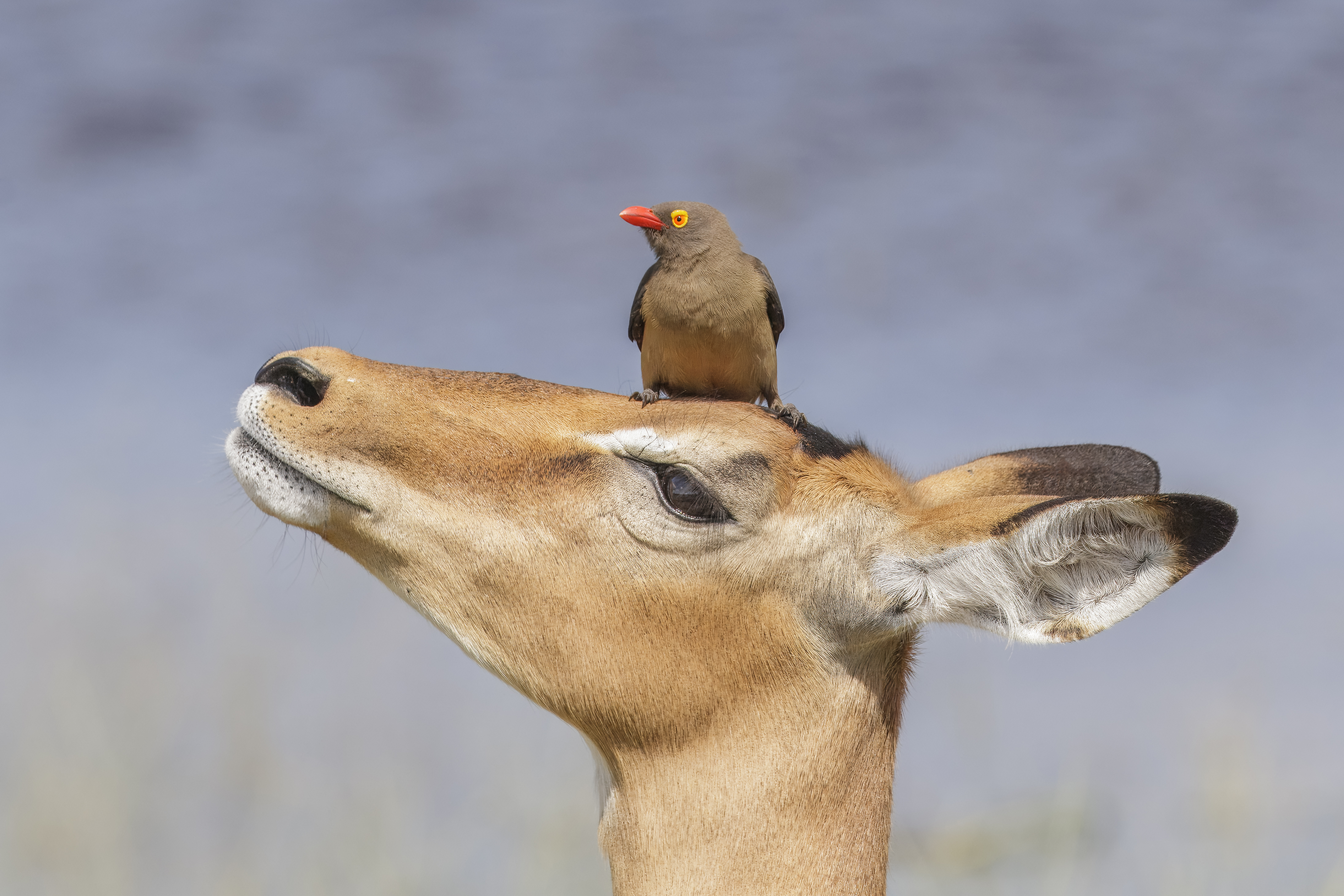
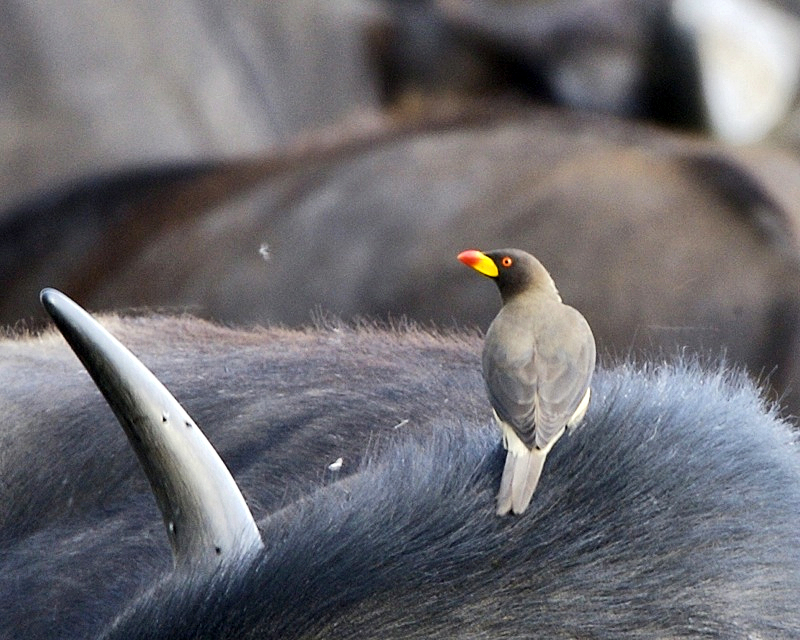
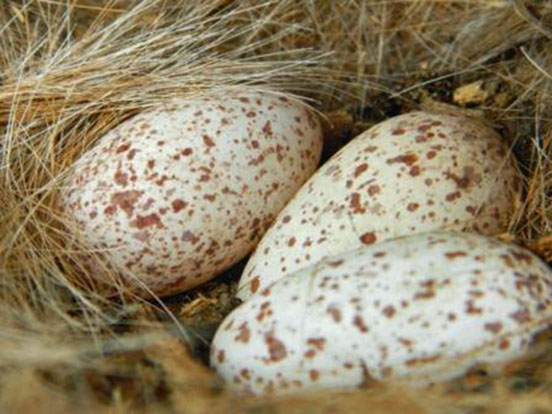

| Птах | Це незавершена стаття з орнітології. Ви можете допомогти проєкту, виправивши або дописавши її. |